# 牛顿定理

点p位于牛顿线EF上。

在欧几里得几何中，牛顿定理指出除了菱形在任何圆外切四边形中内切圆的圆心在在牛顿线上。
换句话说，就是任意圆外切四边形的内心、两条双中线交点、两个对角线中点，这四点共线，称为牛顿线。如果圆外切四边形是圆外切梯形，内心与双中线交点重合，这三点共线，牛顿线与梯形中位线重合；如果圆外切四边形是菱形，这四点重合，牛顿线不存在。
如右图，假设四边形ABCD是圆外切四边形，且最多有一对平行的边，然后假设点E和点F是对角线AC、DB的中点，点P是内切圆的中心，这样的话P点就位于牛顿线上，即线段EF上的点。
牛顿定理可以简单地从安妮定理出发：圆外切四边形对边的长度之和相等（皮托定理：a + c = b + d），根据安妮定理表明： {\displaystyle S\triangle ABP+S\triangle CDP=S\triangle ADP+S\triangle BCP}，足以证明点P在线段EF上。
{\displaystyle {\begin{aligned}&A(\triangle PAB)+A(\triangle PCD)\\=&{\tfrac {1}{2}}ra+{\tfrac {1}{2}}rc={\tfrac {1}{2}}r(a+c)\\=&{\tfrac {1}{2}}r(b+d)={\tfrac {1}{2}}rb+{\tfrac {1}{2}}rd\\=&A(\triangle PBC)+A(\triangle PAD)\end{aligned}}}